# عوبديا بوش
كان عوبَدْيا نوكُمب بوش (28 يناير 1797–9 فبراير 1851) منقبًا أمريكيًا ورجل أعمال وجدًا لعائلة بوش السياسية. هو والد جيمس سميث بوش، وجد قطب الأعمال صموئيل برسكوت بوش، والجد الأكبر للسيناتور الأمريكي السابق برسكوت بوش، والجد الثالث للرئيس الأمريكي السابق جورج بوش الأب، والجد الرابع لحاكم ولاية تكساس السابق والرئيس الأمريكي الثالث والأربعين جورج بوش الابن وحاكم فلوريدا السابق جيب بوش.
1. ↑  مذكور في: النبلاء. مُعرِّف شخص في موقع "النُبلاء" (thepeerage.com): p32217.htm#i322169. باسم: Obadiah Newcomb Bush. الوصول: 9 أكتوبر 2017. المُؤَلِّف: داريل روجر لوندي. لغة العمل أو لغة الاسم: الإنجليزية.
2. ↑  مذكور في: النبلاء. لغة العمل أو لغة الاسم: الإنجليزية. المُؤَلِّف: داريل روجر لوندي.
3. ↑  مُعرِّف شخص في موقع "النُبلاء" (thepeerage.com): p32217.htm#i322169. الوصول: 7 أغسطس 2020.